# Białobrzegi (Tomaszów Mazowiecki)
Białobrzegi – północno-wschodnia dzielnica Tomaszowa Mazowieckiego. Najdalej na wschód wysunięta część miasta, położona na prawym brzegu Pilicy. Jedna z najstarszych dzielnic Tomaszowa.
Przez Białobrzegi przebiega droga wojewódzka nr 713 (Łódź – Opoczno) i linie kolejowe: 22 Tomaszów Mazowiecki – Radom i 25 Łódź Kaliska – Dębica.

## Historia
Białobrzegi (w XIX wieku Białobrzegi Opoczyńskie) należą do historyczno-kulturowej krainy Małopolski.
Okolice te już przed 966 rokiem były zamieszkane. Świadczą o tym wykopaliska archeologiczne na cmentarzysku ciałopalnym kultury przeworskiej z okresu rzymskiego w pobliskich Ciebłowicach. Pierwsza pisemna wzmianka o Białobrzegach pochodzi z 1405 roku, a o kościele św. Marcina biskupa z 1511 roku.
W latach 1867–1954 Białobrzegi należały do gminy Unewel w powiecie opoczyńskim, początkowo w guberni kieleckiej, a od 1919 w woj. kieleckim. Tam 4 listopada 1933 weszła w skład gromady o nazwie Białobrzegi w gminie Unewel, składającej się z: wsi Białobrzegi Państwowe, części wsi Białobrzegi, folwarku Białobrzegi, wsi Kopce, osady Klin Białobrzegi, wsi Michałów i gajówki Białobrzegi. 1 kwietnia 1939 wraz z resztą powiatu opoczyńskiego została włączona do woj. łódzkiego.
Podczas II wojny światowej Białobrzegi włączono do Generalnego Gubernatorstwa (dystrykt radomski, powiat tomaszowski), nadal jako gromada w gminie Unewel, licząca w 1943 roku 536 mieszkańców. Po wojnie początkowo w województwie łódzkim, a od 6 lipca 1950 ponownie w województwa kieleckim, jako jedna z 14 gromad gminy Unewel w reaktywowanym powiecie opoczyńskim.
W związku z reformą znoszącą gminy jesienią 1954 roku, Białobrzegi włączono do nowo utworzonej gromady Białobrzegi, gdzie przetrwały do końca 1972 roku, czyli do kolejnej reformy gminnej.
1 stycznia 1973 weszły w skład nowo utworzonej gminy Białobrzegi w powiecie opoczyńskim w województwie kieleckim, której zostały stolicą. W latach 1975–1977 należała administracyjnie do województwa piotrkowskiego.
1 lutego 1977, w związku ze zniesieniem gminy Białobrzegi, Białobrzegi włączono do Tomaszowa Mazowieckiego

## Zabytki
Modrzewiowy kościół św. Marcina biskupa, istniejący do dzisiaj w Białobrzegach, wzniesiono na miejscu poprzedniego, z którego pozostała murowana zakrystia (I poł. XVII w.) – ok. 1746 roku. Z tego okresu pochodzi ustawiony po lewej stronie nawy ołtarz patrona świątyni z podpisem: „S. Martin Epis Turronensis 1759”. W górnej części ołtarza wyobrażono św. Marcina jako rycerza. Ołtarz główny z XVII w. Kościół, reprezentujący styl polskiego baroku ludowego, otrzymał w późniejszym okresie murowaną przybudówkę z przeznaczeniem na główną kruchtę. Stojąca obok kościółka murowana dzwonnica pochodzi z początku XX wieku.
Na szczęście po wybudowaniu w 1985 roku w Białobrzegach nowej świątyni, nie rozebrano starego kościoła. Nie podzielił on losu innego tomaszowskiego zabytku budownictwa sakralnego z XVIII wieku – kościoła pw. św. Wacława. Ta wartościowa budowla, przeniesiona do Tomaszowa na początku XIX wieku ze wsi Tobiasze, nie wytrzymała konkurencji z kościołem wybudowanym obok niej przed kilkunastu laty. Stary kościółek rozebrano, aby ustawić go we wsi Twarda nad Zalewem Sulejowskim. Na powrót udało się złożyć tylko gontowy dach i sygnaturkę. Kościół jest obecnie nieużywany. Konstrukcja jest w bardzo złym stanie.

## Edukacja
Obok kościoła św. Marcina biskupa znajduje się Zespół Szkół Podstawowych nr 8. Szkoła w tym miejscu została oddana do użytku 11 listopada 1937 r. W lutym 1973 roku w budynku miał miejsce pożar.

## Znani i zasłużeni mieszkańcy Białobrzegów
- Krzysztof Baran – piłkarz
- Marcin Białobrzeski, biskup i pisarz.
- Aleksander Choromański, właściciel Białobrzegów, uczestnik powstania styczniowego.
- Andrzej Wróbel, historyk, archiwista.
- ks. Ludwik Żmudowski, długoletni proboszcz parafii św. Marcina w Białobrzegach, patriota zaangażowany w powstanie styczniowe.